# Harda
Harda é uma cidade e um município no distrito de Harda, no estado indiano de Madhya Pradesh.

## Geografia
Harda está localizada a 22° 20′ N, 77° 06′ L. Tem uma altitude média de 296 metros (971 pés).

## Demografia
Segundo o censo de 2001, Harda tinha uma população de 61 712 habitantes. Os indivíduos do sexo masculino constituem 52% da população e os do sexo feminino 48%. Harda tem uma taxa de literacia de 74%, superior à média nacional de 59,5%: a literacia no sexo masculino é de 80% e no sexo feminino é de 67%. Em Harda, 14% da população está abaixo dos 6 anos de idade.